# Can I Have It Like That
„Can I Have It Like That“ je píseň amerického rappera a producenta Pharrella Williamse s hostující zpěvačkou Gwen Stefani. Jejím autorem a producentem je sám Williams a vyšla jako první singl z jeho prvního sólového alba In My Mind v říjnu 2005 (samotné album vyšlo až v červenci 2006). V domovské hitparádě Billboard Hot 100 se singl umístil na 49. příčce (v žánrových kategoriích, R&B/Hip-Hop a Rap, se umístil na 32., resp. 20. místě), v Britské singlové hitparádě dosáhl třetí příčky a v první desítce se umístil i v Austrálii, Dánsku a Finsku. Singl vyšel mj. také na 12" gramofonové desce, která kromě standardní verze obsahuje také jednu instrumentální a jednu a cappella verzi, stejně jako „špinavou“ verzi (dirty, základní je označena jako clean, čistá). Videoklip k písni režíroval Paul Hunter a vystupují v něm oba zpěváci.